# Google ドキュメント エディタ
GoogleドキュメントエディタはGoogleのGoogle Driveサービスの一部のWebベースのオフィススイート製品である。Googleドキュメントエディタには、Google ドキュメント (ワードプロセッサー)、Google スプレッドシート (表計算ソフト)、Google スライド (プレゼンテーションソフト)、Google 図形描画 (ベクターグラフィクスエディタ)、Google フォーム (アンケート作成・管理ソフトウェア), Google サイト (ウェブサイトエディタ)、Google Keep (メモアプリ)が含まれる。 また、Google Fusion Tablesも2019年にサービス終了するまではGoogleドキュメントエディタの一部だった。
Googleドキュメントエディタは、Googleアカウントを持つユーザーであれば、Webアプリ、AndroidやiOS用のモバイルアプリ、ChromeOS用のデスクトップアプリを通して利用可能である。

## 可用性
Googleドキュメントエディタは個人用Googleアカウントを持っていれば無償で利用可能である。また、Google Workspaceの一部としても提供されている。

## 競合
GoogleドキュメントエディタはMicrosoft OfficeやiWorkなどと競合している。 Microsoft Officeが2013年に共同編集機能を導入したのに対し、Googleドキュメントエディタはより早い2006年に共同編集機能が導入されている。また、GoogleドキュメントエディタはMicrosoft Officeファイル形式を開くことができる。